# Dibattito tra creazionismo ed evoluzionismo
Il dibattito tra creazionismo ed evoluzionismo, o dibattito sulle origini, è nell'ambito culturale, religioso e sociale l'insieme delle dispute circa le ipotesi contrastanti sulle origini della vita, della Terra, dell'universo e dell'umanità sostenute dalle autorità religiose da una parte e della comunità scientifica dall'altra.
Alla base della questione la visione creazionista sulle origini al fondamento di alcune credenze religiose, e quella evoluzionista sostenuta dal consenso scientifico tramite prove concrete di alcune materie come biologia evolutiva (in particolar modo), geologia, fisica nucleare, cosmologia, paleontologia e termodinamica.
Sebbene il tema sia presente in Europa e altre parti dell'Occidente, è acceso soprattutto negli Stati Uniti d'America dove ha una lunga storia ed è riferito come "guerra culturale", rinvigorito costantemente dalle diatribe circa l'insegnamento nelle scuole di creazionismo ed evoluzionismo. È comunque importante dal punto di vista culturale dal momento che contiene al suo interno molte argomentazioni scottanti, attuali, come la libertà d'espressione, separazione tra Stato e Chiesa, necessità di un insegnamento pari merito e bilanciato di dottrine scientifiche e religiose.
Il processo evolutivo della vita è oggi sostenuto non solo dalla totalità della comunità scientifica, ma anche da un gran numero di autorità religiose, le quali l'accettano senza mettere in dubbio l'esistenza di Dio. Come d'altronde dichiarato dall'Accademia Nazionale delle Scienze degli Stati Uniti, molti religiosi dichiarano compatibili i principi della loro professione religiosa con la tesi evoluzionista, e sia scienziati che teologi «non vedono alcun conflitto tra la loro fede in Dio e la prova dell'evoluzione».

## Posizioni pseudo-scientifiche

### La teoria del Disegno Intelligente
La teoria del disegno intelligente (dall'inglese intelligent design, da intendersi come "progetto intelligente") è anche nota come creazionismo evolutivo o creazionismo scientifico. Una larga parte della comunità scientifica ritiene che sia stato introdotto per motivi che esulano dalla scienza, ma che hanno più a che fare con il sostegno alla fede cristiana e ad una certa politica americana.
Questa teoria è nata da una critica ad alcune lacune del darwinismo che lo stesso Darwin aveva descritto nel capitolo "Dubbi" del suo lavoro più noto, L'origine delle specie.
La teoria del Disegno intelligente si fonda inoltre sul concetto di complessità irriducibile. L'inventore del concetto, il biochimico Michael Behe, illustra questo concetto tramite l'esempio della trappola per topi. Essa è composta di pochi, semplici elementi, senza uno dei quali essa non funziona affatto: è dunque "irriducibile". Si tratta in pratica di una moderna riproposizione dell'esempio dell'orologio (-"supponiamo che io abbia trovato per terra un orologio, e mi si chieda come abbia fatto a trovarsi lì. Difficilmente potrei dare la stessa risposta di prima, e cioè che, per quanto ne sappia, l'orologio si trova lì da sempre."-) portata da William Paley (1743-1805), arcidiacono di Carlisle, nel suo libro Teologia Naturale (1802).
Applicando questo principio a vari organismi e organi presenti in natura se ne desume, secondo i sostenitori del Disegno intelligente, che è impossibile che essi siano lo "stadio evoluto" di qualcosa che c'era prima. Ciò induce a ritenere probabile (assai più che sotto un'ipotesi di pura casualità) che questi organismi siano apparsi in questo stadio perfetto e funzionante da un momento in poi e non abbiano avuto "progenitori". Esempi portati a sostegno di questo argomento sono i batteri unicellulari, l'occhio, il sangue, i reni.
Il disegno intelligente non è tuttavia rigorosamente scientifico, e la maggior parte della comunità scientifica, la quale sostiene la teoria evoluzionistica, non lo considera valido. Infatti, la quasi totalità degli scienziati afferma che il suo maggiore argomento, quello della irriducibilità degli organismi complessi, sia stato superato già negli anni immediatamente successivi a Darwin stesso, in particolare:
- constatando che molte "parti complesse" degli organismi hanno, o hanno avuto, nel corso della evoluzione dell'organismo stesso, funzioni multiple (si pensi per esempio alle funzioni uditive e di equilibrio dell'orecchio nei mammiferi, alle diverse funzioni endocrine svolte contemporaneamente dalle stesse ghiandole, nonché alle numerose funzioni sovrapposte del cervello animale).
- notando come la stessa funzione viene a volte svolta in modo ridondante da organi diversi, permettendo quindi uno spostamento anche lento e parziale delle funzioni importanti o vitali da un organo ad un altro (si pensi per esempio alle funzioni simili svolte da ghiandole diverse)

Un esempio classico è l'origine degli ossicini nella catena uditiva dell'orecchio interno dei vertebrati, la cui evoluzione è descritta in termini strettamente darwiniani, oltre a quella dell'occhio negli animali superiori, e in altri casi ritenuti significativi dai sostenitori del Disegno intelligente, con taglio divulgativo, nei testi di Stephen Jay Gould e Richard Dawkins, e, in modo non divulgativo, da numerosi autori fin dai primi anni del 1900.
La ricerca paleontologica inoltre ha messo alla luce sequenze evolutive di forme viventi, permettendo spesso di evidenziare la variazione nel tempo delle funzioni di alcuni organi e mostrando un panorama coerente di evoluzione ed espansione sulla terra degli esseri viventi a partire da forme semplici a forme più complesse.
Infine, il disegno intelligente, come tutte le versioni del creazionismo, non è falsificabile e rimanda a cause sconosciute per definizione. Per questo ad esso non può essere riconosciuto lo status di teoria scientifica.

### Il rapporto tra scienza e fede nel creazionismo
Nel mondo occidentale il creazionismo si basa principalmente sul racconto della creazione presente nella Genesi, e nel suo senso più ampio raccoglie un'ampia gamma di credenze e interpretazioni. Negli USA degli anni '20 il termine venne associato in particolare con l'opposizione dei fondamentalisti cristiani all'evoluzione umana, e diversi stati approvarono leggi contro l'insegnamento delle teorie evoluzioniste nelle scuole pubbliche.
Quando le ricerche scientifiche producono conclusioni e prove che contraddicono l'interpretazione creazionista delle scritture, l'approccio strettamente creazionista è quello di rigettare direttamente senza alcuna analisi o approfondimento, le conclusioni della ricerca, le prove scientifiche sottostanti o la metodologia. I casi più notevoli riguardano gli effetti dell'evoluzione sullo sviluppo degli organismi viventi, l'idea di discendenza comune, la storia geologica della Terra, la formazione del sistema solare e l'origine dell'Universo.
Queste differenti posizioni si riflettono poi sulla questione se, e come, la fede religiosa si possa conciliare con una visione scientifica del mondo. I creazionisti "della Terra Giovane" in genere sostengono che scienza e razionalismo empirico sono incompatibili con il credo religioso, e quindi occorre rigettare la scienza (diversi atei sono d'accordo su questa incompatibilità, e coerentemente con la loro posizione ne traggono la conclusione che, al contrario, bisogna rigettare la fede). Gli evoluzionisti teistici ritengono invece che non vi sia incompatibilità.
La teoria del disegno intelligente sostiene che la scienza possa dimostrare l'esistenza di un ente creatore. Secondo i suoi sostenitori la complessità della vita è tale che non si può spiegare semplicemente in termini di mutazioni casuali, ma occorre ammettere che il processo evolutivo sia "guidato" da un creatore dotato di intelligenza che talvolta interviene direttamente per operare i "salti evolutivi" che la natura da sola non sarebbe in grado di compiere.

### I rapporti tra scienza e creazionismo
L'11 giugno 2006 la Royal Society ha preso ufficialmente posizione con una affermazione "Royal Society statement on evolution, creationism and intelligent design" nel cui prembolo si legge: "l'evoluzione è ormai riconosciuta come la miglior spiegazione dello sviluppo della vita sulla Terra dalla sua origine e sia della diversità delle specie. L'evoluzione è giustamente insegnata come parte essenziale e fondamentale dei corsi di Scienze e Biologia nelle scuole, collegi ed università di tutto il mondo"
Due anni dopo, l'11 aprile 2008 anche la Geological Society ha emesso un simile documento, intitolato "Young Earth Creationism", "Creation Science and "Intelligent Design" A Statement by the Geological Society of London  nel cui preambolo ricorda il suo pensiero che religione e scienza singolarmente prese diventano mutuamente incompatibili quando una (delle due) cerca di invadere il dominio altrui

## Posizioni religiose

### La posizione della Chiesa cattolica
La Chiesa cattolica non esprime una posizione ufficiale riguardo alla teoria dell'evoluzione, rimettendo la questione agli scienziati.
La riforma protestante accusò l'arbitrarietà delle interpretazioni allegoriche e contestò l'autorità, con cui la Chiesa conferiva loro credibilità in antitesi all'interpretazione letterale. Il ricorso al principio luterano della Sola Scriptura, come fonte della teologia, indirizzò per alcuni secoli i cristiani protestanti esclusivamente verso l'interpretazione letterale. L'apertura ad interpretazioni non letterali sopravvisse senza problemi nella Chiesa cattolica, le cui basi teologiche comprendono il principio agostiniano e tomista che non può e non deve esserci contrasto fra scienza e fede.
Certo, le interpretazioni letterali ebbero largo campo anche in ambito cattolico, ma solo nella misura in cui non sembrava esserci una interpretazione scientifica alternativa e largamente condivisa. La Chiesa, quindi, non esprime una posizione ufficiale riguardo alla teoria dell'evoluzione, rimettendo la questione agli scienziati. Da un lato troviamo le affermazioni di papa Giovanni Paolo II che ha implicitamente sostenuto che la Chiesa non si oppone oggi all'ipotesi evoluzionistica come fenomeno storico dichiarando che essa è "più che una teoria". Al contempo, però, la Chiesa rifiuta la posizione (il cosiddetto "neodarwinismo", alla base, tra l'altro, delle tesi a favore dell'ateismo del biologo evoluzionista Jacques Monod, esposte nella sua opera Il Caso e la Necessità) che vede l'evoluzione come un processo guidato unicamente dal caso, così come Darwin l'aveva definito, e afferma invece che l'universo è il risultato di un progetto ordinato ad uno scopo.
Si veda in merito le seguenti dichiarazioni di papa Benedetto XVI:
(Omelia di Benedetto XVI all'Udienza generale del 9 novembre 2005)
(Incontro di Benedetto XVI con la diocesi di Belluno-Feltre e Treviso il 24 luglio 2007)
Tuttavia è utile constatare che la posizione delle gerarchie cattoliche in merito alle teorie evoluzionistiche varia di nazione in nazione, in base al grado di penetrazione ed alla maturità della loro evangelizzazione.
Si registrano nel dibattito presente inoltre gli interventi di alcuni esponenti delle gerarchie ecclesiastiche:
- l'ex direttore della Specola Vaticana, il gesuita George Coyne, si è espresso pubblicamente a favore dell'evoluzionismo.[22] Il giornale Daily Mail ha avanzato l'ipotesi che la destituzione da direttore della Specola Vaticana fosse dovuta alla posizione del gesuita a favore del neodarwinismo.[23] In realtà come rivelato[24] dal suo collaboratore José Gabriel Funes all'Arizona Daily Star e, come confermato dallo stesso Coyne, si tratterebbe di una diceria senza fondamento.
- il cardinale Christoph Schönborn ha rilasciato al New York Times[25] un'intervista fortemente critica verso la teoria scientifica del neodarwinismo e vicina alle posizioni dei sostenitori del cosiddetto Disegno intelligente.

Dal 3 al 7 marzo 2009 si è svolto presso l'Università Gregoriana il convegno "Evoluzione biologica: fatti e teorie"
Va comunque precisato che nessun darwinista ha mai affermato che l'evoluzione sia un processo dovuto unicamente al caso, l'idea che l'evoluzione sia guidata unicamente dal caso non fa affatto parte della teoria dell'evoluzione, ma è solo un frequente fraintendimento di molti "non addetti ai lavori".
Essi la definiscono una teoria, cioè una costruzione "metascientifica", la quale si avvale anche di certe nozioni ricavate non dall'esperienza, ma dalle varie espressioni della cosiddetta filosofia della natura. In quanto teoria, quindi, essa soffre irrimediabilmente di tutta la precarietà e la contingenza di cui soffre una qualunque altra teoria scientifica. Va precisato però che, in questo discorso, si fa un uso distorto del termine "teoria" (si veda la voce: Teoria scientifica).
Inoltre, sottolineano, è soggetta a un condizionamento ideologico che, in ultima analisi, lascia aperta la questione di appurare la reale portata dei fatti osservati, dal momento che l'evoluzione in quanto tale, non è mai stata oggetto di osservazione. Esistono pertanto letture materialistiche e riduttive e letture spiritualistiche. Il giudizio sulla validità è, in ultima analisi, soggetto a verifiche di tipo filosofico e teologico. Mentre la Chiesa respinge ogni riduzione puramente materialistica che è incompatibile con la verità dell'uomo (immagine e figlio di Dio) è aperta al dialogo con la comunità scientifica. Ratzinger afferma: -"La dottrina dell'evoluzione è per certo un'ipotesi importante, che però presenta decisamente molti problemi, i quali necessitano ancora di un'ampia discussione"-.
Gli scienziati rispondono che esiste invece una mole enorme di prove sperimentali, fra cui spiccano i numerosissimi fossili; inoltre, come tutte le teorie scientifiche, è soggetta a continue verifiche e correzioni, chiarire ma questo non significa che essa presenti "decisamente molti problemi"; in ogni caso, rispondono, dalla discussione dovrebbero astenersi tutti coloro i quali non abbiano prima approfondito gli studi nel settore.
Recentemente nuove ricerche hanno messo in luce che già Pio XII riteneva non necessariamente incompatibili il pensiero scaturito dalla tradizione della chiesa e la possibile ipotesi evoluzionista. Su questa convinzione si fonda la cosiddetta "evoluzione teistica" (theistic evolution), la quale afferma la creazione per opera divina, ma riconosce la teoria dell'evoluzione e le altre scoperte della scienza. Questa posizione si basa sull'assunto che fede e scienza abbiano ambiti di competenza completamente separati, assunto duramente attaccato dal biologo evoluzionista Richard Dawkins nella sua opera L'illusione di Dio. Come riportano A. Desmond e J. Moore nella loro opera Darwin: The Life of a Tormented Evolutionist, Darwin visse una lacerante lotta interiore perché non riusciva a conciliare le evidenze sperimentali raccolte con i principi teologici a cui era stato educato. Secondo questa posizione, il racconto biblico della creazione non intende esporre la modalità precisa con la quale il mondo ebbe origine, ma soltanto esprimere con linguaggio figurato il fatto che l'universo è opera di Dio (come lo sarà il Giorno del Giudizio). In pratica 13 miliardi di anni fa Dio avrebbe creato l'Universo per mezzo del Big Bang, dopo di che (successivamente alla aggregazione per gravità della Via Lattea, del nostro Sole e infine della Terra circa 4,57 miliardi e di anni fa) la vita si sarebbe sviluppata sul nostro pianeta (circa 3,5 miliardi di anni fa nacque la prima forma di vita) e si sarebbe evoluta naturalmente secondo quanto descritto dalla Paleontologia e Geologia (Pesci, Anfibi, Rettili, Dinosauri, Mammiferi, Scimmie). Quindi sarebbe stato il turno dell'Australopitecus (3 milioni di anni fa), dell'Homo habilis (2 milioni di anni fa), dell'Homo Erectus (1 milione di anni fa) e infine (300.000 anni fa) in Africa meridionale sarebbe nato l'Homo Sapiens Sapiens. Sarebbero delle prove di evoluzione teistica certe traduzioni, di Zecharia Sitchin di antichi testi sumeri (Enūma eliš), sebbene Sitchin sostenga che l'uomo sarebbe frutto di esperimenti di ibridazione genetica con specie terrestri condotti da alieni.
Uno dei problemi che impediscono di accettare la non contraddittorietà se non la complementarità di evoluzionismo e fede cristiana è costituito da una interpretazione letterale e concretistica degli antichi testi biblici tramandatisi di generazione in generazione e che costituivano la fonte prima della sapienza principale, modalità interpretativa ancora non abbandonata da gran parte di coloro che si confrontano con la parola rivelata, per cui per esempio soffermandoci soltanto al racconto biblico dello stato di perfetta simbiosi tra i primi umani e l'ordine del Padre se ne deduce che è lo stato di perfezione originaria di Adamo ed Eva, incompatibile con l'evoluzione che vuole tutto in continua trasformazione. Anche il peccato originale è in qualche modo un'evoluzione "al contrario", perché è il passaggio da una forma più evoluta (perfetta) a una meno evoluta. Lo stato di perfezione originaria dell'uomo, che non conosceva la morte prima del peccato originale, negherebbe la possibilità che esistano reperti fossili umani, i quali però esistono.

### La posizione dell'Ebraismo
{{Nel mondo dell’ebraismo, il testo biblico va inteso letteralmente, così come il Talmud, il Midrash e tutti i testi kabbalistici. In questo modo i rabbini restano totalmente aperti al rapporto fecondo tra religione e scienza in quanto, come si scoprirà più avanti in modo dettagliato, la Bibbia letteralmente tradotta parla più di scienza che di preghiere. Nel 1897, il rabbino Isaia Levi scriveva sul giornale “Il Vessillo israelitico”: “[...] mentre si riesce a far spiccare viepiù l’esattezza del racconto biblico, senza urtare il vero, e senza cadere in sofismi e paradossi, si dà lustro alla fede in Dio, conciliandola colla vera scienza”.
Eliyahu Benamozegh, il più grande kabbalista di Livorno, fu il primo filosofo ebreo ad affrontare l’opera di Darwin con una certa serietà, intorno alla metà dell’ottocento. cercando di armonizzare la Torah con le scoperte scientifiche per una via logico-concettuale oltre che teologica. 
Naphtali Levi (1840-94), altro rappresentante dell’ebraismo ortodosso moderno, scrisse un’opera dal nome “Toledot Adam” (1874) per mostrare ai correligionari che la teoria di Darwin era già contenuta nella Bibbia e nella dottrina ebraica tradizionale. Lo stesso Darwin citò Levi nella sua “Autobiografia” incuriosito dalle analisi teologico-scientifiche. 
Abraham Kook, primo rabbino capo di Israele, nel 1985 scrive: “La teoria dell’evoluzione che ora sta conquistando il mondo è quella che si conforma ai segreti della Qabbalà più di qualsiasi altra teoria filosofica”.
Nathan Aviezer, professore di Fisica laureatosi nell’Università di Chicago, nel suo In the beginning (1990) prova a dimostrare come i sei giorni della Genesi corrisponderebbero in realtà a sei ere astrologiche. 
Perché allora e da dove nasce un così forte attrito tra le due branche di studio? 
Gli intellettuali e in generale le persone più istruite, oggi non fanno fatica a credersi abitanti di una microscopica frazione di un universo sconfinato, granelli di sabbia tra infinite distese di deserti.
Quando però si passa al discorso sull’evoluzione, è come se l’uomo si sentisse toccato nell’orgoglio. Le elucubrazioni che egli fa su se stesso sono il riflesso di ciò che vuole o non vuole accettare inconsciamente per lasciare libero uno spazio vitale in cui muoversi senza deprimersi troppo o sentirsi, per così dire, troppo inutile. Il tentativo di conciliare teologia e natura come abbiamo già visto in Asa Gray, risiede nel provare ad asserire che ciò che sembra casuale ai nostri occhi in realtà non lo è. Un riferimento a questo si trova nel libro dei Proverbi: “La sorte è gettata nel grembo ma tutta la decisione viene dal Signore” L’essere umano potrebbe non avere le estremità percettive e i mezzi cognitivi adatti a comprendere il progetto divino di cui fa parte, restando dunque convinto di muoversi nel disordine più contingente. Isaia scriveva: “I miei pensieri non sono i vostri pensieri e le vostre vie non sono le mie vie”. Anche Darwin stesso nella lettera ad Asa Gray paragona l’uomo che riflette sulla sua origine a un cane che medita sul pensiero di Newton.
In fondo Dio quando si rivela sul Monte Sinai ai figli di Israele si presenta loro come colui che li ha fatti uscire dalla terra d’Egitto non come colui che ha creato il cielo e la terra. Yahweh è Dio storico, non cosmico. I pensatori ebraici per questa ragione non hanno problemi a collegare Dio all’uomo. Nel Talmud c’è scritto che l’uomo è uno strumento che Dio usa per intervenire nella costruzione storica, come se ogni uomo fosse una parte di Dio.
La mutazione viene ad essere inserita nel contesto biblico come elemento deviante, come impurezza, come “male”, ma come necessaria all’evoluzione. Adamo non può mangiare dall’albero della conoscenza se non a un prezzo. Si rifletteva su questo concetto di “impuro”, tanto caro ai pensatori ebrei che alla fine, viste le implicazioni storiche, furono costretti a farne un punto di forza, analizzandone le sfumature scientifiche ed etiche, come fece Primo Levi nel “Sistema periodico” con una straordinaria metafora a sfondo chimico: "Sulle dispense stava scritto un dettaglio che alla prima lettura mi era sfuggito, e cioè che il così tenero e delicato zinco, così arrendevole davanti agli acidi, che se ne fanno un solo boccone, si comporta invece in modo assai diverso quando è molto puro: allora resiste ostinatamente all'attacco. Se ne potevano trarre due conseguenze filosofiche fra loro contrastanti: l'elogio della purezza, che protegge dal male come un usbergo; l'elogio dell'impurezza, che dà adito ai mutamenti, cioè alla vita. Scartai la prima, disgustosamente moralistica, e mi attardai a considerare la seconda, che mi era più congeniale. Perché la ruota giri, perché la vita viva, ci vogliono le impurezze, e le impurezze delle impurezze: anche nel terreno, come è noto, se ha da essere fertile. Ci vuole il dissenso, il diverso, il grano di sale e di senape: il fascismo non li vuole, li vieta, e per questo tu non sei fascista; vuole tutti uguali e tu non sei uguale [...] sono io l’impurezza che fa reagire lo zinco, sono il granello di sale e di senape. L’impurezza, certo: perché proprio in quei mesi iniziava la pubblicazione di “La Difesa della Razza”, è di purezza si faceva un gran parlare, ed io cominciavo ad essere fiero di essere impuro”.
}}

## Il dibattito nel mondo

### Stati Uniti d'America
Negli Stati Uniti sotto l'etichetta di "creazionismo" rientrano una serie di iniziative a carattere religioso, politico e sociale (ad esempio nel definire i programmi scolastici) che contestano la teoria di Darwin e chiedono, tramite azioni in tribunale, uguale o superiore legittimità per la tesi creazionista durante le lezioni di Scienze nelle scuole, affermando che non è corretto presentare un'unica teoria sull'origine delle specie senza esporre anche le sue alternative. La critica a questa posizione è duplice: da una parte il creazionismo non è una teoria scientifica, pertanto non andrebbe equiparata ad altre teorie; dall'altra, essendo il creazionismo basato su di una "credenza" religiosa, il suo insegnamento va contro il principio della separazione tra chiesa e stato.
Questo dibattito, molto accalorato, è giunto talvolta a risultati grotteschi: ad esempio nel 2006 le guide turistiche del Grand Canyon del Colorado ricevettero la direttiva di non rispondere a chi domanda l'età del canyon (5-6 milioni di anni secondo i geologi), per non "offendere la sensibilità dei fondamentalisti religiosi".
Attualmente il numero dei sostenitori del creazionismo, continua a diminuire costantemente e drasticamente, in seguito alle innumerevoli continue scoperte e prove concrete, ottenute mediante le moderne analisi biologiche ed agli studi condotti sul DNA fossile.

### Letture suggerite
- Beer, Gillian; Darwin, Charles, The origin of species, Oxford [Oxfordshire], Oxford University Press, 1996, ISBN 0-19-283438-X.
- Burian, RM: 1994. Dobzhansky on Evolutionary Dynamics: Some Questions about His Russian Background; in  Adams, Mark A., The Evolution of Theodosius Dobzhansky: essays on his life and thought in Russia and America, Princeton, N.J., Princeton University Press, 1994, ISBN 0-691-03479-6.
- Butler, Samuel, Evolution, Old And New: Or The Theories Of Buffon, Dr. Erasmus Darwin And Lamarck, As Compared With That Of Charles Darwin (1911), Kessinger Publishing, LLC, 2007, ISBN 0-548-64132-3.
- Gould, Stephen Jay; Dobzhansky, Theodosius Grigorievich, Genetics and the origin of species, New York, Columbia University Press, 1982, ISBN 0-231-05475-0.
- Haught, John F., Making Sense of Evolution: Darwin, God, and the Drama of Life, Louisville, Westminster John Knox Press, 2010,  p. 144, ISBN 978-0-664-23285-6.
- Henig, Robin Marantz, The monk in the garden: the lost and found genius of Gregor Mendel, the father of genetics, Boston, Houghton Mifflin, 2000, ISBN 0-395-97765-7.
- Hull, D.L., The Use and Abuse of Sir Karl Popper (PDF), in Biology and Philosophy, vol. 14, n. 4, 1999,  pp. 481-504, DOI:10.1023/A:1006554919188. URL consultato il 30 luglio 2021 (archiviato dall'url originale il 18 agosto 2017).
- Kutschera U, Niklas KJ, The modern theory of biological evolution: an expanded synthesis, in Naturwissenschaften, vol. 91, n. 6, 2004,  pp. 255-76, DOI:10.1007/s00114-004-0515-y, PMID 15241603.
- Mayr, Ernst, The Growth of Biological Thought: Diversity, Evolution, and Inheritance, Cambridge, Mass, Belknap Press, 1985, ISBN 0-674-36446-5.
- Miller, James H., An evolving dialogue: theological and scientific perspectives on evolution, Valley Forge, Pa, Trinity Press International, 2001, ISBN 1-56338-349-7.
- HR Morris, The Twilight of Evolution, Grand Rapids, MI, Baker Pub Group, 1963, ISBN 0-8010-5862-7.
- Numbers, Ronald L., The creationists, Berkeley, University of California Press, 1993, ISBN 0-520-08393-8.
- Pennock RT, Creationism and intelligent design, in Annu Rev Genomics Hum Genet, vol. 4, 2003,  pp. 143-63, DOI:10.1146/annurev.genom.4.070802.110400, PMID 14527300.
- Sagan, Carl, The demon-haunted world: science as a candle in the dark, New York, Ballantine Books, 1997, ISBN 0-345-40946-9.
- Scott, E.C., Antievolution And Creationism In The United States, in Annual Review of Anthropology, vol. 26, n. 1, 1997,  pp. 263-289, DOI:10.1146/annurev.anthro.26.1.263.
- Maynard Smith, "The status of neo-Darwinism," in "Towards a Theoretical Biology" (C.H. Waddington, ed., University Press, Edinburgh, 1969.
- Strobel, Lee, The case for a Creator: a journalist investigates scientific evidence that points toward God, Grand Rapids, Mich, Zondervan/Willow Creek Resources, 2004, ISBN 0-310-24050-6.